# Korpijärvi (sjö i Torneå, Lappland)
Korpijärvi är en sjö i kommunen Torneå i landskapet Lappland i Finland. Arean är 41 hektar och strandlinjen är 2,69 kilometer lång. Sjön  ingår i Kaakamojokis huvudavrinningsområde.   Den ligger omkring 76 kilometer sydväst om Rovaniemi och omkring 650 kilometer norr om Helsingfors. 